# World Trade Center Transportation Hub
World Trade Center, ook bekend als Oculus is een station van het PATH-spoorwegnetwerk in New York. Het station ligt onder het World Trade Center in Lower Manhattan en is het oostelijke eindpunt van de lijnen Newark–World Trade Center en Hoboken-World Trade Center.

## Geschiedenis
Het station is oorspronkelijk geopend op 19 juli 1909 als de Hudson Terminal. Via de Downtown Hudson Tubes onder de Hudson bood het een verbinding met de New Yorkse voorsteden in New Jersey.  De Hudson Terminal werd in 1971 gesloten en gesloopt omdat het station onder het World Trade Center geopend werd. Als gevolg van de bomaanslag op het World Trade Center in 1993 was het station een week gesloten voor reparaties aan de beschadigde plafonds. Het station diende als eindstation voor de lijnen Newark-World Trade Center en Hoboken-World Trade Center routes totdat het station werd vernietigd tijdens de aanslagen op 11 september 2001.

## Tijdelijk station en bouwplannen
Een tijdelijk station werd gebouwd en geopend op 23 november 2003.
Na verschillende verbouwingen is op 1 april 2008 een nieuwe ingang naar het tijdelijke station geopend naast 7 World Trade Center.
Het tijdelijke PATH station, dat $323 miljoen gekost heeft, is door de Port Authority of New York and New Jersey vervangen door een groot knooppunt voor openbaar vervoer. Dit plan kostte bijna $ 4 miljard, meer dan de WTC zelf.
Een dergelijk groot station was geen onderdeel van het oorspronkelijke plan van architect Daniel Libeskind.

## Nieuw stationOculus

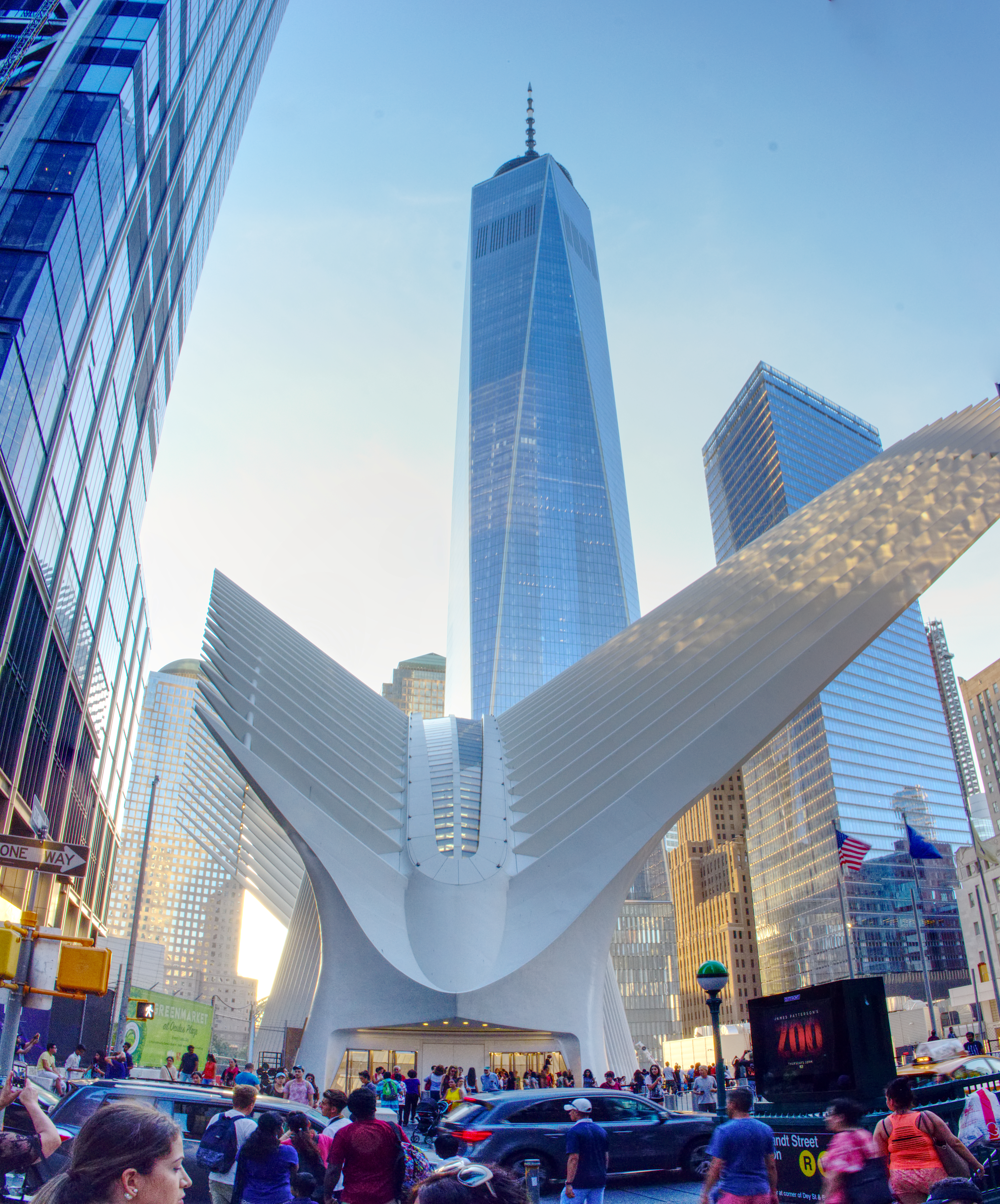
Het nieuwe gebouw (2017)

In 2004 heeft de Port Authority, de eigenaar van de grond, het oorspronkelijke plan aangepast om een vervoersknooppunt van wereldklasse te realiseren. Hiervoor werd een ontwerp van Santiago Calatrava gekozen, die zich baseerde op de constructie die hij eerder reeds voor het Belgische spoorwegstation Luik-Guillemins ontwierp. Dit knooppunt moet zich kunnen meten aan Penn Station en Grand Central Terminal.
Lower Manhattan heeft nooit een echt vervoersknooppunt gekend. Het nieuwe station verbindt de PATH met de metro van New York. Een verbinding met de Long Island Rail Road via een nieuwe tunnel onder de East River wordt onderzocht. De opening van het definitieve station was voorzien in december 2015, maar werd uitgesteld tot half 2016. Het station met de naam Oculus opende voor het treinverkeer op 3 maart 2016.
In de Oculus bevindt zich sinds augustus 2016 het winkelcentrum Westfield World Trade Center. 